# 샤론 덴 아델
샤론 델 아델(영어: Sharon den Adel, 네덜란드어: Sharon Janny den Adel)은 네덜란드의 보컬 리스트로 1974년 7월 12일에 남네덜란드 주 와딩스핀에서 출생했다. 1997년에 데뷔하기 시작해 그룹 아반타지아(영어: Avantasia)와 들레인(영어: Delain)에서 활동했으며 1997년에 기타 리스트인 로버트 베스터홀트와 함께 위딘 템테이션을 결성해 위딘 템테이션의 보컬 리스트로 활동하고 있다.